# NUnit
NUnit ist ein Software-Framework, mit dem sich Unit-Tests für alle .NET-Sprachen durchführen lassen. NUnit ist, wie der Großteil der Unit-Testing-Frameworks, eine Umsetzung des xUnit-Konzepts von Kent Beck und wurde ursprünglich von JUnit portiert.
Für die Entwicklungsumgebung Visual Studio von Microsoft existieren die Plug-ins Visual NUnit (nutzbar für Visual Studio 2008 und 2010), NUnit Test Adapter (nutzbar ab Visual-Studio-Version 2012), VSNunit sowie das kommerzielle Projekt TestDriven.NET. Auch Resharper von JetBrains, ein vielseitiges Plugin für Visual Studio, bringt Unterstützung für NUnit mit. Die kostenlose Entwicklungsumgebung SharpDevelop unterstützt NUnit von Haus aus. Mit Hilfe dieser Plugins ist es beispielsweise möglich, einzelne Tests direkt aus dem Quelltexteditor heraus auszuführen, was den Zyklus beim Entwickeln und Testen von Modulen deutlich verkürzt. NUnit wird oft zusammen mit NMock verwendet.
NUnit wird zu den wichtigen Testframeworks gezählt und gilt als das am weitesten verbreitete Framework unter .NET. Weitere Frameworks unter .NET, die allerdings keine so große Verbreitung wie NUnit haben, sind MbUnit und xUnit.net. Microsoft Test Framework, das Konkurrenzprodukt von Microsoft, ist mittlerweile in Microsoft Visual Studio enthalten.